# Biên thành Germanicus

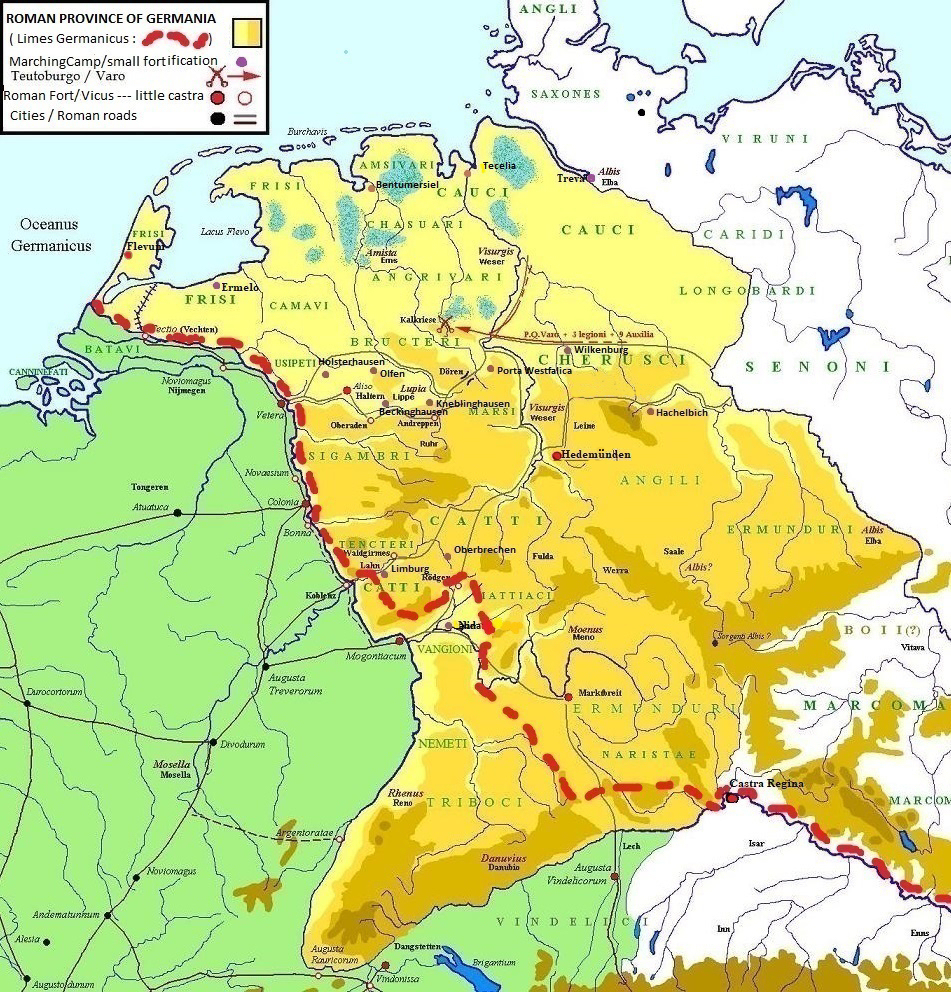
Bản đồ cho thấy tỉnh La Mã Germania với biên thành Germanicus

Biên thành Germanicus (Latinh của Biên giới Ger-manh) là tên được đưa ra trong thời hiện đại của tuyến Biên thành La Mã tiếp giáp với các tỉnh La Mã cổ đại là Hạ Germania, Thượng Germania, Raetia phân chia Đế quốc La Mã với các dân tộc và bộ lạc Ger-manh cổ đại từ những năm 83 đến 260 sau Công nguyên. Biên thành có thể sử dụng một ranh giới tự nhiên như một con sông, hoặc thường là một bờ đất và mương nước với một hàng rào cọc gỗ và tháp canh trong chia thành các khoảng đoạn. Một hệ thống công sự được kết nối xây dựng phía sau biên thành.
Đường mòn của biên thành đã biến đổi theo thời gian bởi những tiến bộ theo thời gian và rút lui bởi những đợt phản công từ những mối đe dọa bên ngoài. Ở thời kỳ đỉnh cao, biên thành Germanicus trải dài từ cửa sông Rhein ở biển Bắc tới gần Regensburg (Castra Regina) trên sông Danube. Hai con sông lớn này có khả năng như là một bức tường tự nhiên bảo vệ đế quốc trước các cuộc xâm chiếm lãnh thổ, ngoại trừ một khoảng trống trải dài từ Mogontiacum (Mainz) trên sông Rhein đến Castra Regina.
Biên thành Germanicus được chia thành ba đoạn: 
- Biên thành Hạ Germania kéo dài từ Katwijk bên bờ biển Bắc dọc theo các nhánh chính của Hạ lưu sông Rhein (ngày nay là Oude Rijn, Leidse Rijn, Kromme Rijn, Nederrijn)
- Biên thành Thượng Germania bắt đầu từ sông Rhein tại Rheinbrohl (Neuwied) băng qua dãy núi Taunus đến sông Main (phía đông Hanau), sau đó chạy dọc theo Main đến Miltenberg, và từ Osterburken (Neckar-Odenwald-Kreis) về phía nam tới Lorch (tại Ostalbkreis, Württemberg) tại một đường thẳng gần như hoàn hảo dài 70 km;
- Biên thành Rhaetia mở rộng về phía đông từ Lorch tới Eining (gần Kelheim) trên sông Danube.

Tổng chiều dài của toàn bộ biên thành là 568 km (353 mi) bao gồm ít nhất 60 công sự và 900 tháp canh. Phần yếu nhất được bảo vệ chắc chắn nhất, một phần của biên thành kể trên là khe hở uốn cong về phía tây của sông Rhein ngày nay tại Mainz và dòng chảy chính của sông Danube tại Regensburg. Hành lang đất rộng 300 km giữa hai con sông lớn này cho phép di chuyển các nhóm người lớn mà không cần vận chuyển nước uống theo, do đó, tập trung rất nhiều công sự và tháp canh ở đó, được bố trí theo chiều sâu và nhiều lớp dọc theo đường thủy, bờ sông, đường bộ, và đỉnh đồi.

## Lịch sử
Biên thành La Mã trở lên nổi tiếng hơn nhiều thông qua các cuộc khai quật có hệ thống được tài trợ bởi Đức và thông qua các nghiên cứu khác liên quan đến chúng. Năm 2005, tàn dư của biên thành Thượng Germania và Rhaetia đã được UNESCO thêm vào danh sách Di sản thế giới như là một phần của Biên thành La Mã tại Vương quốc Anh và Đức. Phần Biên thành Hạ Germania cũng đã được thêm vào danh sách dự kiến từ năm 2011. Saalburg là một công sự La Mã được xây dựng lại và là nhà bảo tàng của biên thành Germanicus gần Frankfurt.
Hoàng đế đầu tiên bắt đầu xây dựng các công sự dọc biên giới là Augustus, ngay sau khi La Mã thất bại thảm hại trong Trận rừng Teutoburg vào năm 9 sau Công nguyên. Ban đầu có rất nhiều bức tường thành riêng rẽ, sau đó được kết nối với nhau tạo thành Biên thành Thượng Germania dọc theo sông Rhein và Biên thành Rhaetia dọc theo sông Danube. Sau đó, hai biên thành này được liên kết để tạo thành một đường biên giới xuyên suốt.
Sau cái chết của Augustus (năm 14 sau Công nguyên) cho đến sau năm 70 sau Công nguyên, Rome đã chấp nhận biên giới Gec-manh trên mặt nước là sông Rhein và thượng Danube. Ngoài những con sông này, chỉ có đồng bằng phì nhiêu của Frankfurt, trước mặt biên giới La Mã pháo đài Moguntiacum (Mainz), sườn cực nam của Rừng Đen và một vài đầu cây cầu nằm rải rác. Phần phía bắc của biên giới này là nơi sông sâu và rộng, vẫn là ranh giới La Mã cho đến khi đế chế sụp đổ. Phần phía nam có sự khác biệt. Thượng sông Rhein và Danube rất dễ dàng vượt qua. Ranh giới mà chúng tạo thành dài một cách bất tiện, cộng thêm với việc một khu vực trọng yếu ở giữa lãnh thổ ngoài đế quốc với Baden và Württemberg hiện đại. Dân số Gec-manh ở vùng này dường như rất ít và người La Mã ở vùng đất bị chinh phục là Alsace-Lorraine ngày nay đã di chuyển qua con sông về phía đông.